# Svět (rybník)
Svět je rybník na jižním okraji Třeboně, přesně na 49. rovnoběžce, pouhý 1 km od třeboňského centrálního Masarykova náměstí. Dvakrát lomená hráz je dlouhá 1400 m, vysoká 7,5 m. Vodní plocha má rozlohu 201,5 ha. Celkový objem zadržené vody činí 3,325 mil. m³. Dosahuje hloubky 3 m. Leží v nadmořské výšce 436 m.
Svět je desátý největší rybník v Jihočeském kraji a patnáctý v celé České republice. Je šestý největší v okrese Jindřichův Hradec.

## Vodní režim
Rybník byl vybudován na Spolském potoce, který je přítokem Lužnice (přes Zlatou stoku) a přitéká do rybníka Svět přes rašeliniště ze západu. Rybník je dále napájen potokem, který přitéká od Církvičného rybníka z jihozápadu a dvěma drobnými potůčky na severním břehu. Rybník má dvě výpusti. Východní se používá pro odtok Spolského potoka, severní při vypouštění rybníka nebo povodních (například roku 2002). Postavena byla po velké povodni z roku 1890. Ze severní výpusti vede kanál zámeckým parkem v Třeboni. Obě výpusti ústí do Zlaté stoky. Na severní hrázi, vedle limnigrafu, je tribunka vodních sportů s pamětní deskou na Zlaté olympijské medaile Třeboňské čtyřky s kormidelníkem z roku 1952, a také tam vede státní silnice (východní obchvat Třeboně je v jednání). Bezpečnostní přeliv byl vybudován během povodní v srpnu 2002 poblíž Třeboňského menhiru a přítoku rybníka Svět z rybníka Opatovického nedaleko božích muk (Sv. Vojtěcha) u "Kiosku u Hrobky".

## Využití
Je vyhledávaným místem rekreace. Kolem rybníka vede naučná stezka Cesta kolem Světa. Po hladině se konají vyhlídkové jízdy motorovou lodí. Z jeho hráze vede naučná stezka Rožmberk a cyklostezka Okolo Třeboně. Na místním koupališti se nachází dvě pláže - větší s tobogánem na severním břehu (Hliník) a na jižním menší Ostende. Na ostrově se nalézá studna z roku 1379, pochází z doby, kdy rybník ještě neexistoval.

### Sportoviště
Rybník je také využíván pro veslování, jde o sportoviště, kde se konají mistrovské závody pořádané Českým veslařským svazem.

## Zajímavost
Rybníkem také prochází 49. rovnoběžka severní šířky.
Podle rybníka byl též pojmenován jeden pár vlaků jezdící mezi Prahou a Českými Budějovicemi (R 704/705 "Svět"). V současnosti (rok 2020) jezdí R 704 pod sjednocením názvem "Lužnice" až do Českých Velenic (přes Třeboň) a R 705 pod sjednocením názvem "Vltava" do Českých Budějovic.

## Historie
Byl vybudován Jakubem Krčínem z Jelčan a Sedlčan. V roce 1571 prosadil jeho stavbu navzdory protestům třeboňských měšťanů. Nelze se divit, že se bránili zaplavení nově postaveného Svinenského předměstí s kostelem a špitálem z roku 1558. Stavbou rybníka byl omezen i důmyslný systém městského opevnění, vystavěný v letech 1525–1527 Štěpánkem Netolickým. Přesto se o stavbě rozhodlo a obyvatelé byli přestěhováni na budějovické předměstí a Hliník (dnešní ulice U Světa). Rybník byl dokončen v roce 1574 i přes problémy s nestabilním podložím hráze a byl Jakubem Krčínem Nevděk, protože se považoval za nepochopeného budovatele lepších zítřků. Na ostrově se nalézá studna, která stála poblíž starého kostela Sv. Alžběty ještě před stavbou rybníka. Původně Nevděk zaujímal větší rozlohu (360 ha), protože jeho vody pohltily i sousední Opatovický rybník. Pro časté problémy při povodních byla vodní plocha roku 1611 opět rozdělena na dva rybníky a Svět si do současnosti zachoval 201 hektarů. Zakladatele připomíná Krčínova socha na hrázi, s připomenutím jeho předchůdců, Štěpánka Netolického a Mikuláše Rutharda z Malešova, na zadní straně podstavce pomníku. Po stranách podstavce jsou vytvořeny plastické mapy rybníků Svět a Rožmberk. Přední deska je věnována rožmberskému regentu Krčínovi a jeho životním datům (1535–1604). Nedaleko v koniferách nalezneme i skromnější pomníček, obklopený stromy a pěnišníky rojovníkolistými, odkazující na skvělého rybáře a rybníkáře Josefa Šustu, otce známého profesora historie stejného jména. Život profesora Šusty, který se v Třeboni narodil, skončil 27. května 1945 skokem z Karlova mostu v Praze.
Rybník se protrhl při povodni roku 1890. Katastrofa začala, když při prokopání hráze rybníka Výskok došlo k nekontrolovanému vzedmutí hladiny Spolského potoka, který zničil hráz Spolského rybníka a povodňová vlna šla na Svět. Rybník se naplnil vodou o dva metry nad normální hladinu. Hráz by zřejmě vydržela, ale naproti Svinenské a Novohradské bráně byla poškozována jedoucími formany. V tomto místě se protrhla, voda zničila most k Novohradské bráně i se sochou Sv. Jana Nepomuckého stojící na východní straně původně gotického mostu (nepoškozen zůstal jen velký kamenný kříž proti soše na západní straně mostu, stojící na jeho pilíři) a skrze příkop a zámecký park prošla mohutná vlna vody do Rožmberka, kde se teprve zastavila. Socha byla nalezena a znovu postavena, most však byl nahrazen sypaným náspem.
Poblíž jihovýchodního břehu se nalézá Schwarzenberská hrobka a hřbitovní kostel Sv. Jiljí.

## Fotogalerie

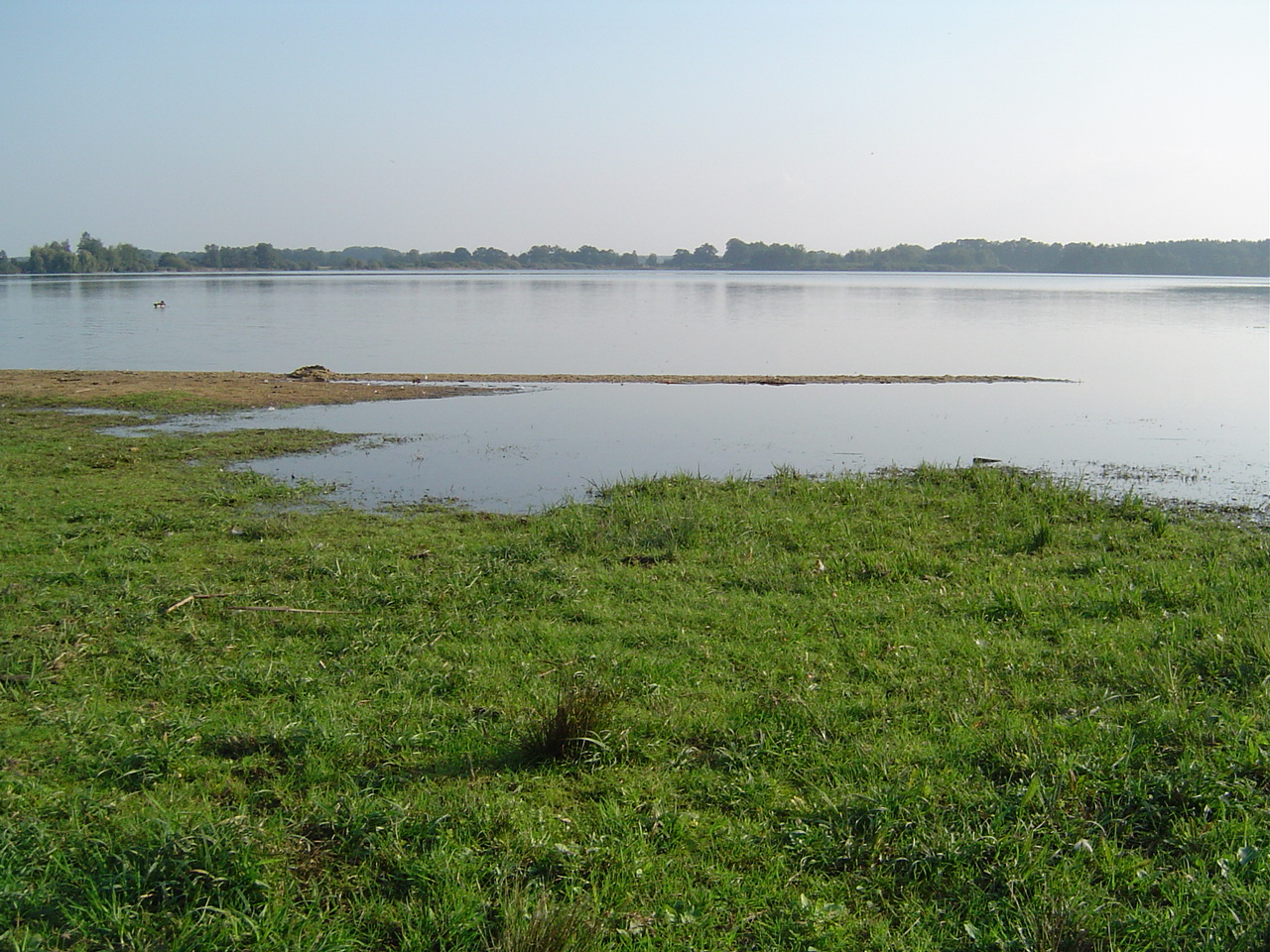
Svět ze severozápadu
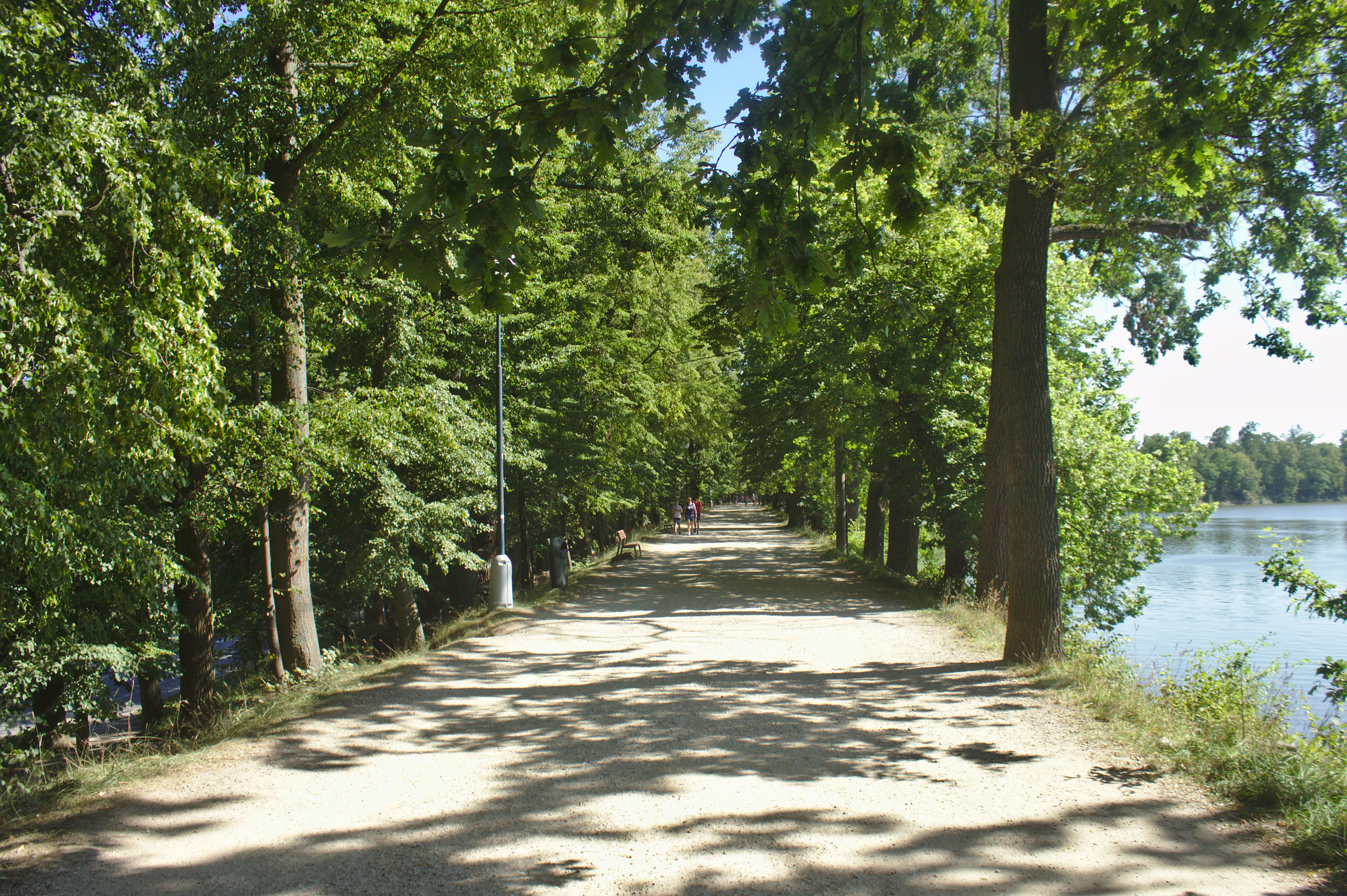
Hráz rybníka
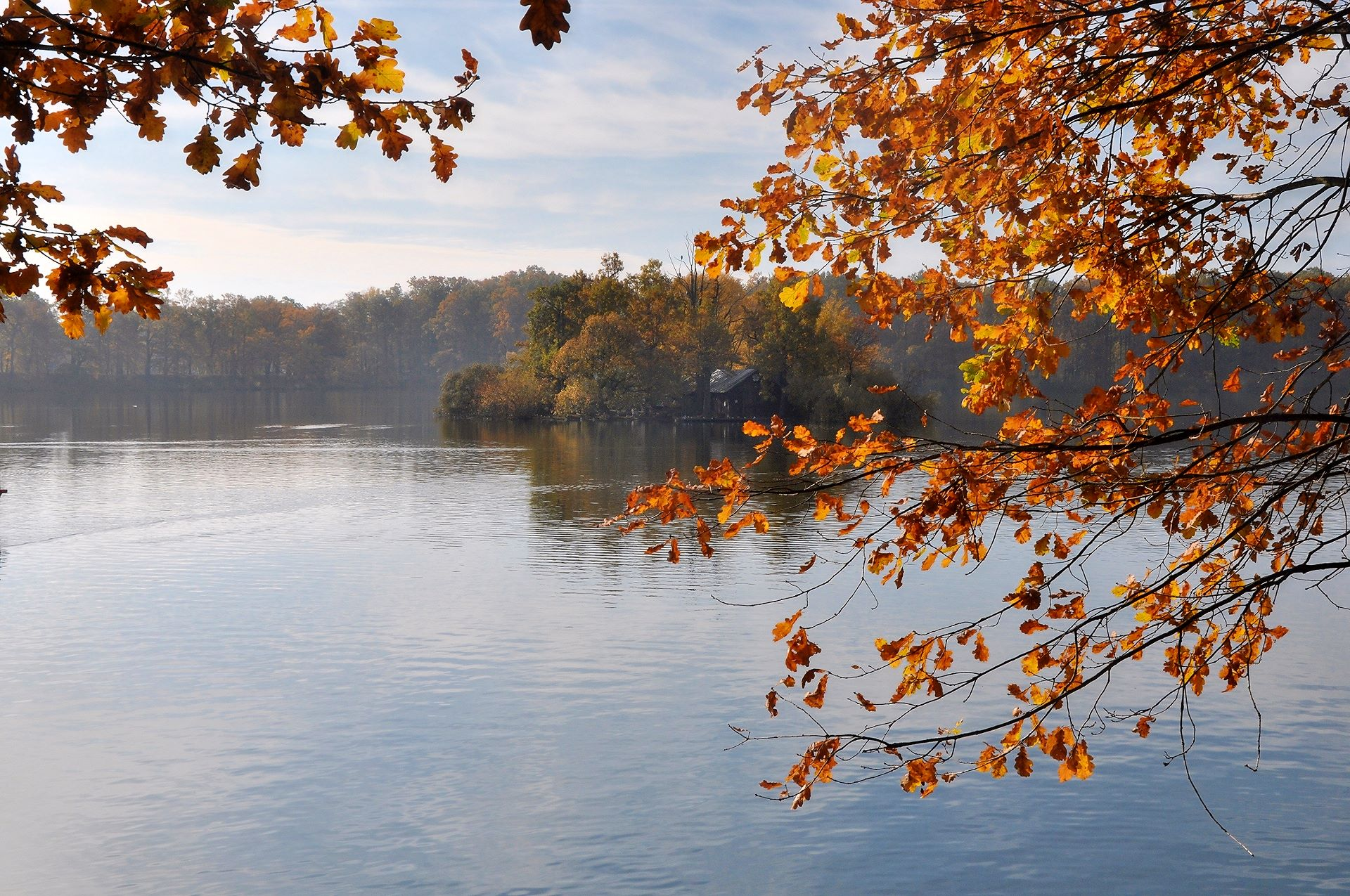
Ostrov ve Světě na podzim
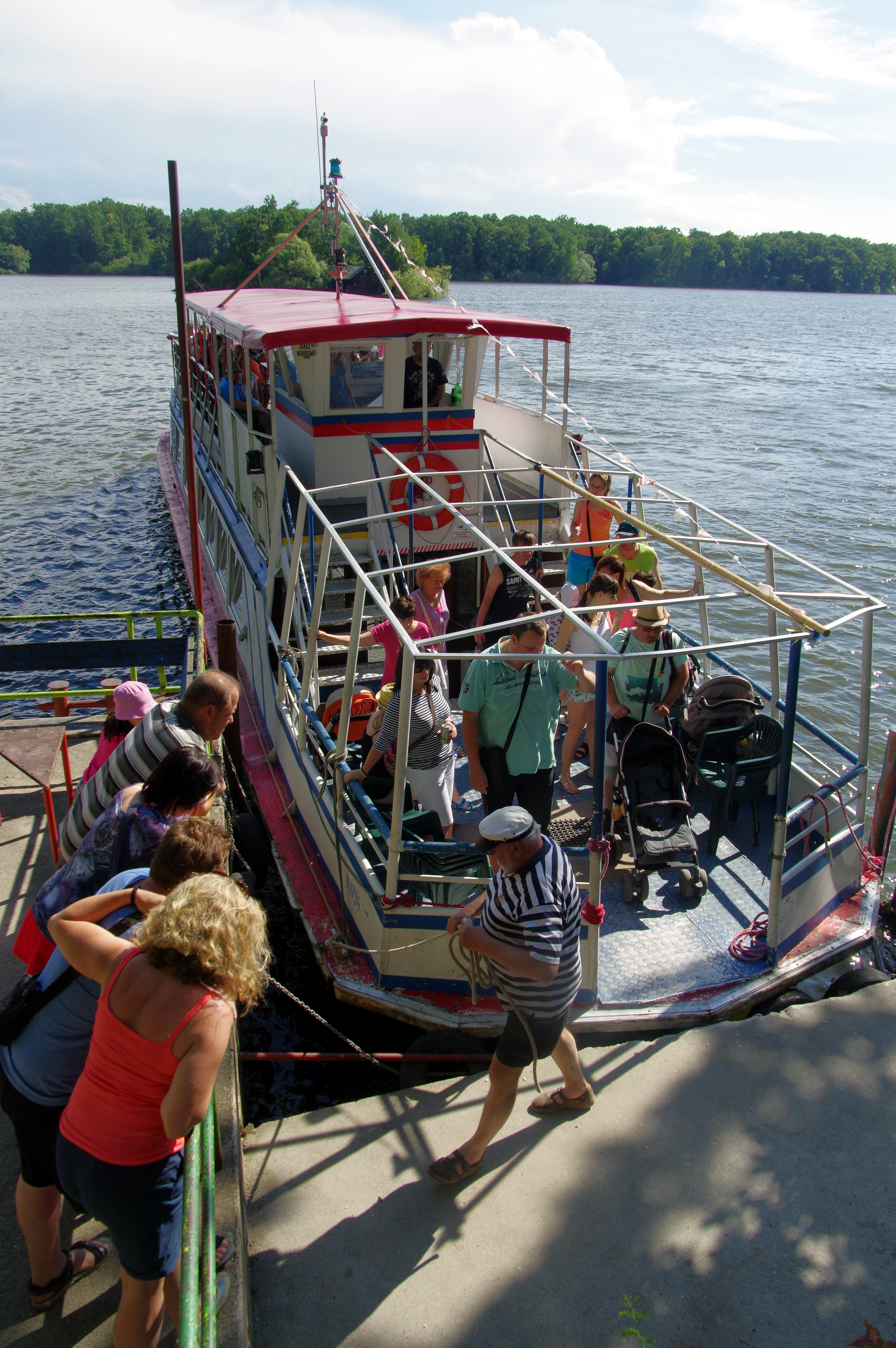
Vodní doprava
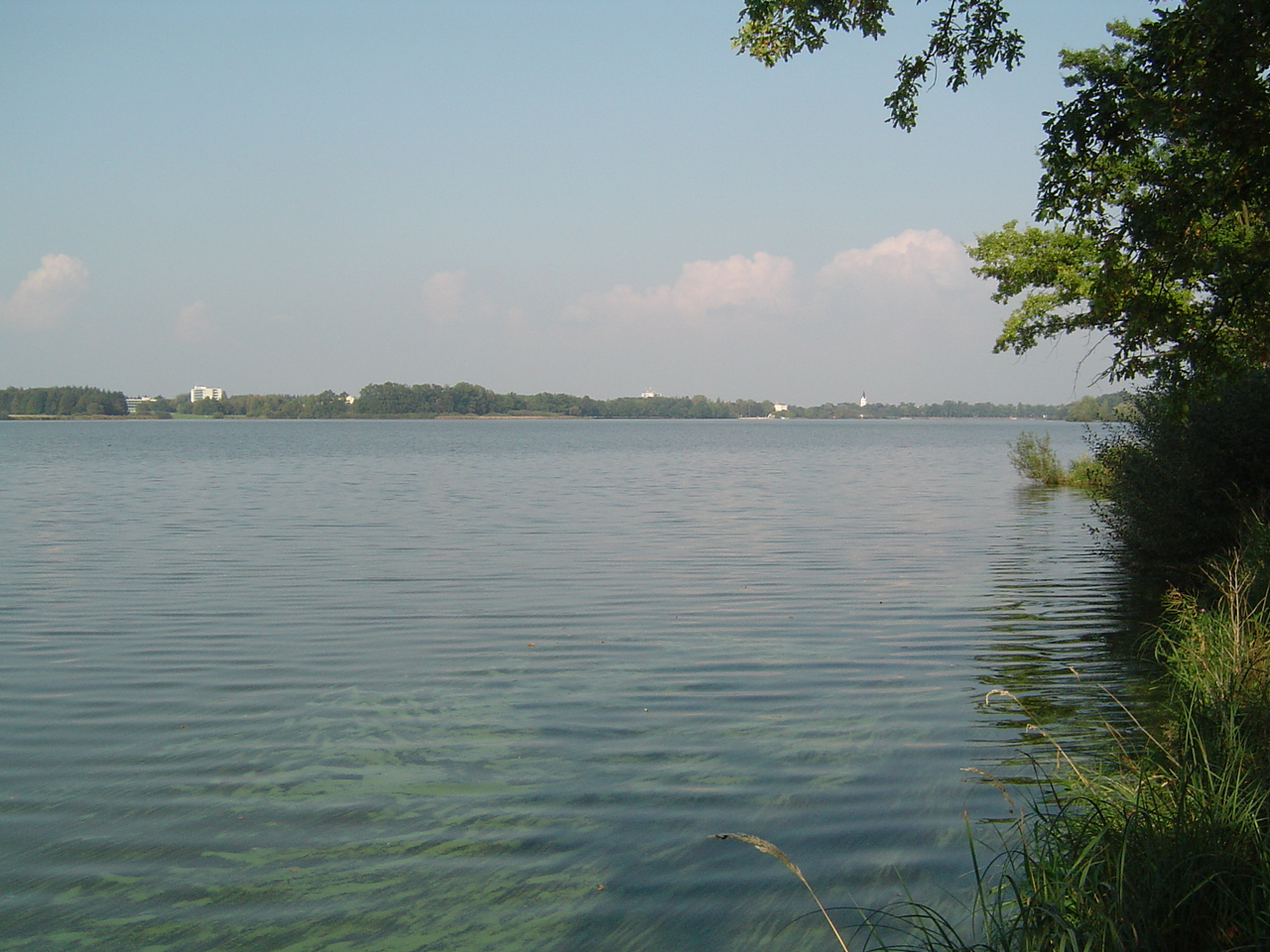
Svět z jihozápadu, na opačném břehu je vidět Třeboň
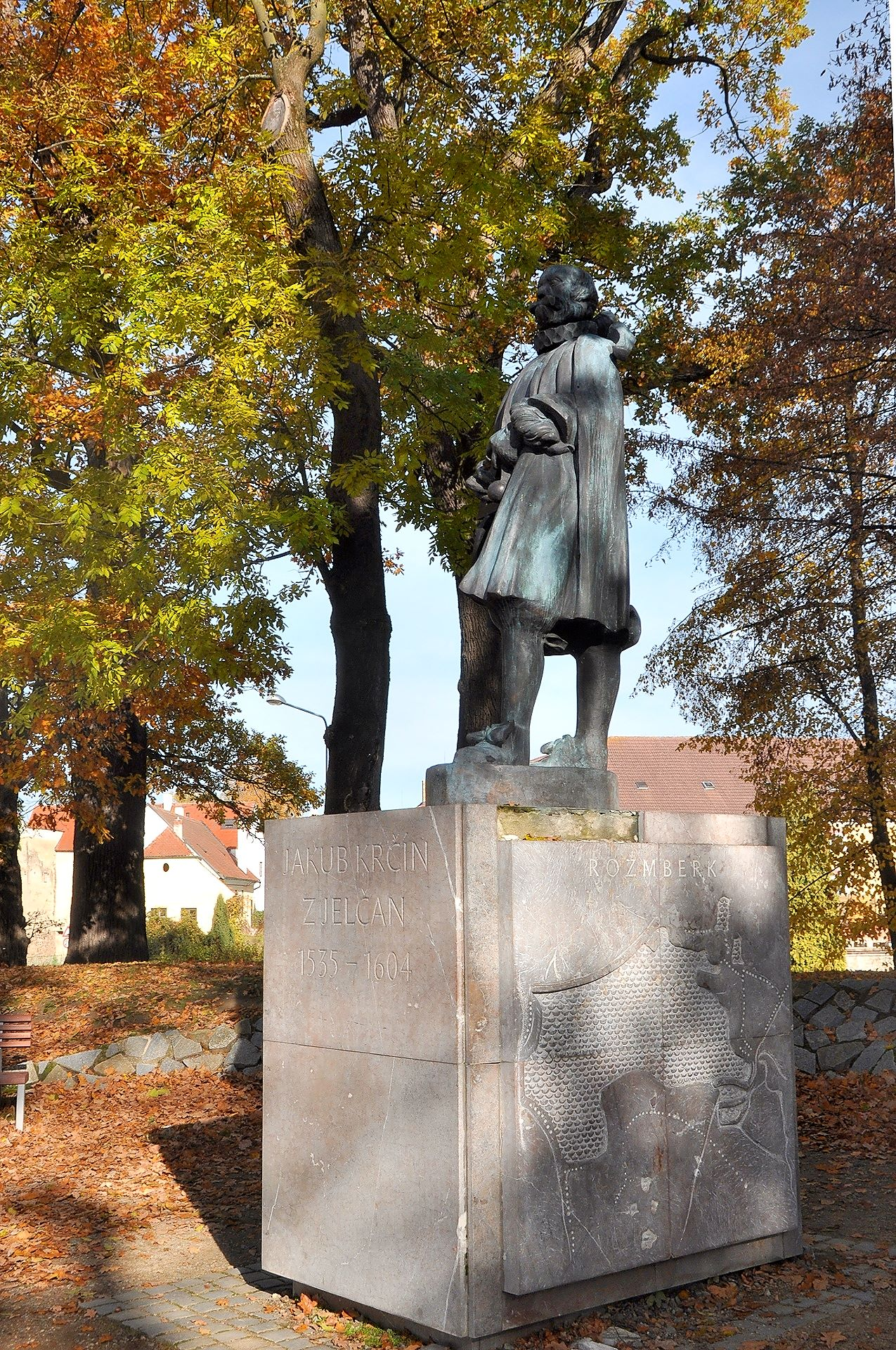
Pomník Jakuba Krčína
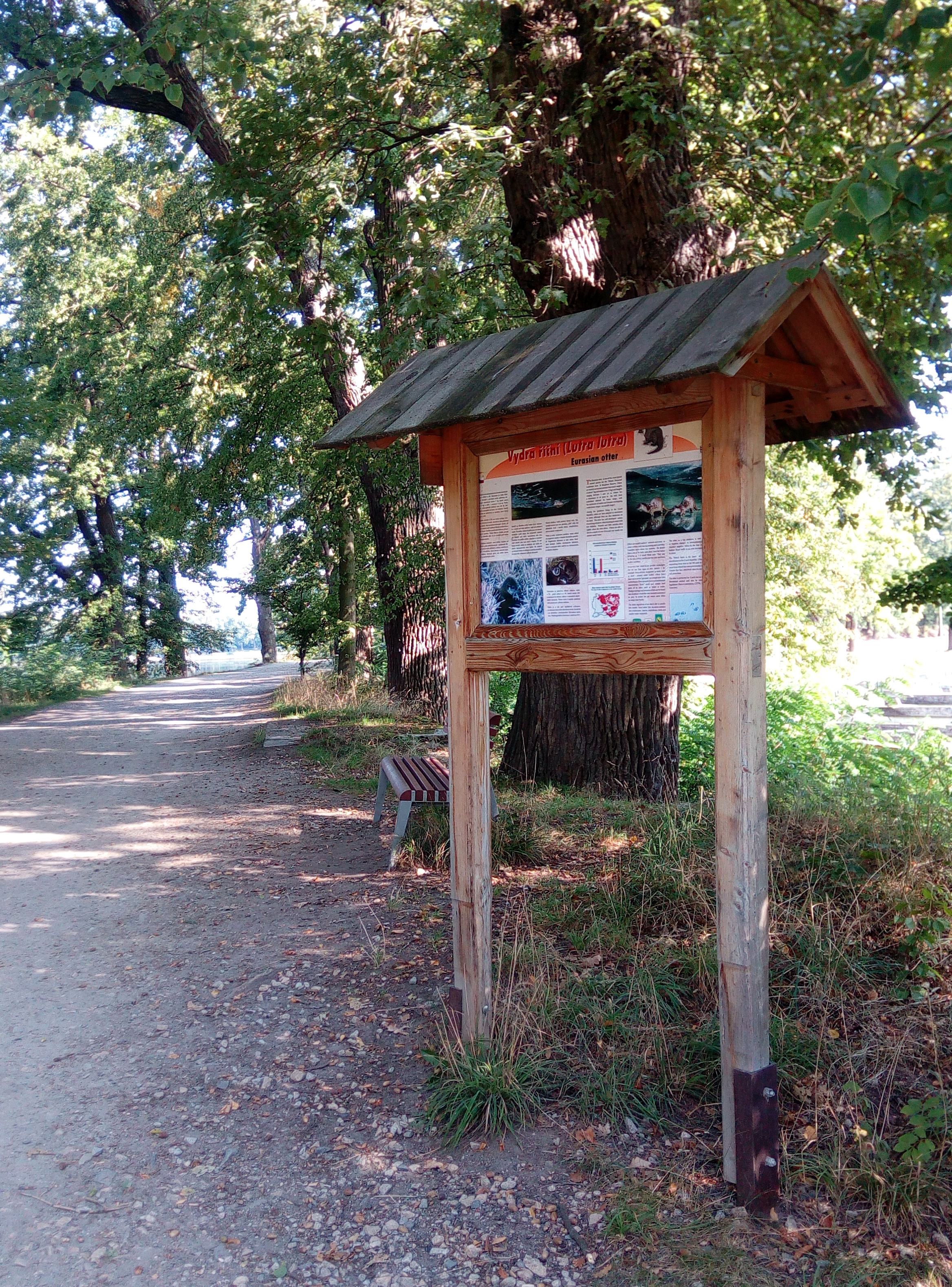
Infotabule naučné stezky Cesta kolem Světa
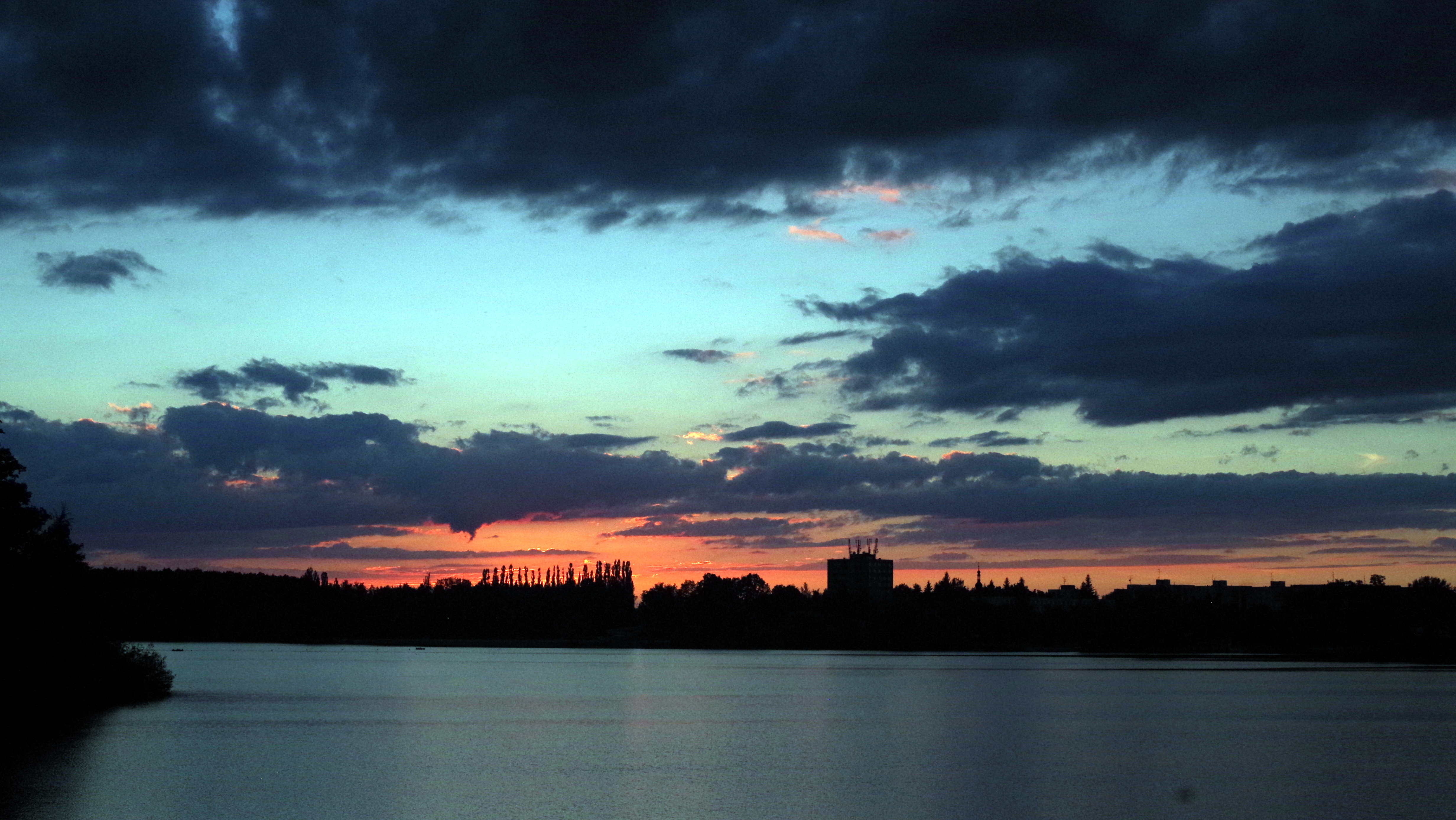
Večerní pohled na Svět